# Émeute de la prison de Guayaquil de septembre 2021
L'émeute de la prison de Guayaquil est une émeute survenue le 28 septembre 2021 à la Penitenciaría del Litoral à Guayaquil, en Équateur. Au moins 118 détenus ont été tués et au moins 186 ont été blessés. Ce fut l'émeute en prison la plus meurtrière de l'histoire du pays et l'une des plus meurtrières de l'histoire latino-américaine.

## Contexte
Les affrontements entre les gangs criminels ont commencé après la mort de Jorge Luis Zambrano, chef du gang Los Choneros, l'une des plus grandes et des plus anciennes organisations criminelles du pays. Zambrano a été assassiné le 20 décembre 2020 et à la suite de l'incident, plusieurs groupes qui faisaient auparavant partie de Los Choneros se sont séparés de la structure et ont commencé à attaquer leurs anciens dirigeants. Ces groupes sont devenus les groupes de Los Chone Killers, Los Lobos, Los Pipos et Los Tiguerones.
Des émeutes simultanées dans quatre prisons de Guayaquil, Cuenca et Latacunga, villes qui concentrent 70 % de la population pénitentiaire, ont conduit à 79 meurtres et des dizaines de blessés le 23 février 2021. L'armée péruvienne a été appelé en renfort pour tenter de reprendre la situation en main. 
Le 22 juillet, des émeutes dans plusieurs établissements font 22 morts et une soixantaine de blessés. 
Dans l'immense prison en périphérie de la ville, qui abrite 8 500 détenus et dont la surpopulation atteint 60%, la violence n'a jamais cessé, malgré les multiples annonces du gouvernement.
Ce pénitencier est divisé en douze quartiers, où sont détenus séparément les membres d'au moins sept organisations criminelles ayant des liens avec notamment les cartels mexicains de Sinaloa et Jalisco Nueva Generación. 
Selon le portail d'information Primicias, l'affrontement qui a conduit au massacre au pénitencier aurait eu lieu en réponse à la célébration de l'anniversaire de l'un des dirigeants de Los Choneros dans l'un des pavillons du pénitencier, dans la nuit du 24 septembre. Des membres de Los Choneros auraient déclaré lors de la célébration qu'ils étaient le gang le plus puissant à l'intérieur de la prison, ce qui aurait mis en colère les membres des gangs Los Lobos et Los Tiguerones.

## Massacre
Les affrontements entre gangs ont commencé vers 9 h 30 du matin du 28 septembre, lorsque les premières détonations d'explosifs ont été entendues à l'intérieur de la prison et qu'il a été décidé d'évacuer le personnel administratif qui y travaillait. Les détenus des pavillons 8 et 9 sont entrés dans le pavillon 5 et ont attaqué leurs rivaux, faisant environ 35 morts et 48 blessés. Des membres du gang Los Tiguerones ont également attaqué des détenus dans les pavillons 1 et 3 et en ont décapité cinq.
À la suite du premier affrontement qui a eu lieu dans la matinée, une autre attaque de représailles a eu lieu.

## Conséquences
Le 30 septembre, environ 900 policiers et militaires sont entrés dans la Penitenciaría del Litoral pour pacifier la prison, en réponse à l'annonce faite la veille par le président Guillermo Lasso selon laquelle certains pavillons n'avaient toujours pas de présence policière. Lors de l'entrée, les forces de sécurité ont découvert des postes de contrôle improvisés construits par les détenus et des trous dans plusieurs murs utilisés par les assaillants pour entrer dans d'autres pavillons à la recherche de victimes.
Quinze détenus y ont été tués depuis fin septembre, et plusieurs incidents avaient été signalés cette semaine.
Le 12 novembre 2021, après le retrait de l'armée ordonné par la cour constitutionnelle, un nouveau massacre dans la prison fait au moins 68 morts. Quinze détenus y avait déjà tués depuis fin septembre.